# Тавастшерна, Кирилл Николаевич
Кири́лл Никола́евич Тавастше́рна (1 мая 1921 года, Петроград — 24 июня 1982 года) — советский астроном, астрометрист.

## Биография
Родился в семье научных работников. В 1939 году поступил на астрономическое отделение Ленинградского университета, в ноябре того же года был призван в ряды Советской армии, где находился до завершения Великой Отечественной войны. В сентябре 1945 года вернулся в университет, в 1950 году поступил в аспирантуру ЛГУ. В 1953 году стал младшим научным сотрудником Пулковской обсерватории, в 1954 году защитил кандидатскую диссертацию. Участвовал в пулковской программе абсолютного определения координат звёзд, занимался анализом звёздных каталогов, методикой и организацией наблюдения тел Солнечной системы. Участвовал в наблюдениях полных солнечных затмений 1954 и 1958 годов. В 1967 и 1968 годах был руководителем экспедиции Пулковской обсерватории в южное полушарие, руководил установкой нового большого пассажного инструмента в Чили. С 1972 года работал заместителем директора Пулковской обсерватории, в 1979—1982 годах исполнял обязанности её директора. В 1982 году защитил докторскую диссертацию. В июне того же года трагически погиб в автомобильной катастрофе.
Автор более 100 научных работ. С 1959 года в течение ряда лет читал курс фундаментальной астрометрии в Ленинградском университете. С 1964 года — член Международного астрономического союза (МАС), с 1973 года — член комиссии МАС по позиционной астрономии, с 1979 года — её вице-президент.